# Чураевское сельское поселение
Чура́евское се́льское поселе́ние — упразднённое муниципальное образование в Шебекинском районе Белгородской области.
Административный центр — село Чураево.
19 апреля 2018 года упразднено при преобразовании Шебекинского района в Шебекинский городской округ.

## История
Чураевское сельское поселение образовано 20 декабря 2004 года в соответствии с Законом Белгородской области № 159.

## Население
| 2010  | 2011  | 2012  | 2013  | 2014  | 2015  | 2016  |
| ----- | ----- | ----- | ----- | ----- | ----- | ----- |
| 3266  | ↗3268 | ↗3299 | →3299 | ↗3385 | ↘3365 | ↘3347 |
| 2017  | 2018  |       |       |       |       |       |
| ↘3314 | ↘3251 |       |       |       |       |       |

## Состав сельского поселения
| № | Населённый пункт | Тип населённого пункта       | Население |
| - | ---------------- | ---------------------------- | --------- |
| 1 | Боровское        | село                         | ↘65       |
| 2 | Кошлаково        | село                         | ↗682      |
| 3 | Крапивное        | село                         | ↗684      |
| 4 | Неклюдово        | село                         | ↗154      |
| 5 | Никольское       | село                         | ↘413      |
| 6 | Пенцево          | село                         | ↘126      |
| 7 | Чураево          | село, административный центр | ↗770      |
| 8 | Шебекинский      | посёлок                      | ↗372      |